# Joppa major
Joppa major är en stekelart som beskrevs av Gyöö Viktor Szépligeti 1903. Joppa major ingår i släktet Joppa och familjen brokparasitsteklar. Inga underarter finns listade i Catalogue of Life.